# Glacera de Giesen
La glacera de Giesen (en alemany: Giesengletscher) és una glacera situada als Alps Bernesos.

## Geografia
La glacera Giesen es troba al vessant nord dels Alps Bernesos, al sud del Cantó de Berna, Suïssa. Comença als vessants nord de la Jungfrau a una altitud superior als 3.400 m i flueix cap al nord-oest. La seva fusió a 2.500 m dona lloc al Giessa, un torrent de muntanya, afluent del Trümmelbach que s'uneix a la conca de l'Aar i, per tant, a la del Rin.

## Història
El 2011 es va observar una esquerda a la glacera. A causa de la mida d'aquesta esquerda (300 m), un trencament d'aquesta podria posar en perill els pobles situats a sota, en particular Lauterbrunnen.